# Hudson Wasp
Hudson Wasp é um carro de passageiros de classe média (tamanho real) produzido sob a marca americana Hudson nos anos de 1952 a 1956, em duas gerações. A primeira geração foi produzida a partir de 1952 pela Hudson Motor Car Company, e a segunda a partir de 1955 pela American Motors, baseada no carro Nash Statesman. Foram produzidas 62,5 mil peças.

## Modelos por anos

### 1952 - 1954
O Wasp (Série 58) foi introduzido pela Hudson no ano modelo de 1952 como uma versão melhorada do Hudson Pacemaker, substituindo o Hudson Super Custom de 1951. O Wasp estava disponível em sedãs de duas e quatro portas, conversíveis e dois- portas com capota rígida designada Hollywood. O Wasp foi construído na plataforma mais curta do Hudson, com distância entre eixos de 119 polegadas (3.023 mm), usando o design de chassi rebaixado "Monobilt" unificado da empresa com um comprimento total de 201,5 polegadas (512 cm). A estrutura unificada do Hudson usava uma estrutura perimetral que fornecia uma estrutura rígida, um centro de gravidade baixo e proteção contra impactos laterais para os passageiros.
O Hudson Wasp básico usava o motor de seis cilindros em linha de cabeça chata de 232 pol. cúbicos (3,8 L) do Pacemaker. A Hudson também ofereceu o Super Wasp, que usava materiais internos aprimorados e um motor Hudson de 6 cilindros mais potente. Em vez de usar o I6 de 232 pol³ (3,8 L) do Pacemaker, o Super Wasp usou o motor de seis cilindros em linha de cabeça chata de 262 pol³ (4,3 L), alimentado por um único carburador de 2 cilindros, com potência de 127 HP ( 95 kW; 129 CV), enquanto o motor de oito cilindros em linha de 254 pol³ (4,2 L) usado no Commodore Custom Eight topo de linha produzia 128 CV (95 kW; 130 CV). A potência do motor de seis cilindros em linha de 262 pol. Cúbicos (4,3 L) foi subestimada para não ofuscar o carro-chefe de oito cilindros em linha. O mencionado motor I6 de bloco estreito de 262 pol³ (4,3 L) foi a base para o motor I6 de 308 pol³ (5 L) do Hornet, que, introduzido em 1951, dominou a NASCAR de 1952 a 1954. O Super Wasp também foi oferecido com um " Coletor de alumínio Twin H" e carburadores duplos de 2 cilindros. O desempenho do Super Wasp com o sistema de combustível "Twin H" correspondeu ao desempenho do grande Hudson Hornet I6 de 308 cu in (5 L) equipado com um carburador de dois cilindros, embora fosse mais pesado.
A produção do Wasp no ano modelo atingiu 21.876 unidades em 1953 e 17.792 unidades em 1954, seu último ano antes da fusão da Hudson com a Nash-Kelvinator Corporation.

### 1955
Em 1955, o Wasp tornou-se um produto da recém-formada American Motors Corporation (AMC). Após o fim da produção dos modelos de 1954, a fábrica da Hudson em Detroit foi fechada e transferida para a fábrica da Nash em Kenosha. Todos os Hudsons seriam baseados nos principais modelos da Nash, mas teriam um estilo exclusivo da Hudson.
Após a fusão da Hudson com a Nash em 1954, os Hudsons de 1955 foram construídos em plataformas Nash unificadas. O Hornet 1955 foi construído na plataforma Nash Ambassador 1955 e foi oferecido com o grande motor I6 de 308 pol. cúbicos (5 L) do Hudson Hornet, bem como um motor V8 de 320 pol. cúbicos (5,2 L) com a potência com desconto fornecida por Packard. O Hudson Wasp 1955 foi construído na plataforma Nash Statesman. Em 1955, foi oferecido com o I6 de 202 polegadas cúbicas (3,3 L) de origem Hudson, anteriormente usado no sedã compacto Hudson Jet e no Hudson Italia. Com um sistema de energia Twin-H produziu 120 HP (89 kW; 122 HP).
Os Hudsons de 1955 usaram a suspensão de mola helicoidal de longo curso de Nash; um sistema integrado e avançado de aquecimento e ventilação; e foram oferecidos com ar condicionado e poltronas reclináveis. Embora confortáveis, os Hudsons de Nash não eram mais competitivos nas pistas onde dominaram de 1952 a 1954.
As vendas do Hudson Wasp caíram para 7.191 unidades no ano, à medida que os compradores tradicionais do Hudson abandonaram a marca e consideraram os novos carros muito inferiores aos lendários Hudsons do passado.

### 1956
Para o ano modelo de 1956, os executivos da AMC decidiram dar mais personalidade ao Wasp e ao Hornet na esperança de aumentar as vendas. No entanto, o plano falhou.
O design dos veículos foi confiado a Richard Arbib, que proporcionou a Hudson uma das aparências mais distintas da década de 1950, segundo o chamado "estilo V-line". Tomando o tradicional triângulo Hudson, Arbib aplicou seu formato em “V” de todas as maneiras imagináveis no interior e exterior do carro. A frente do design de Arbib combinava uma grade de caixa de ovo (uma homenagem ao Hudson Greater Eight de 1931) dividida ao meio por um "V" proeminente (uma homenagem ao Hudson Italia de 1954). Usando combinações de tintas em três tons, o novo visual do Hudson era único. No entanto, o plano de construir uma identidade Hudson mais reconhecível falhou e o design marcante do carro não conseguiu entusiasmar os compradores. O Wasp estava disponível apenas como sedã de quatro portas e suas vendas caíram para 2.519 unidades em seu último ano de produção.